# Nadia Gontova

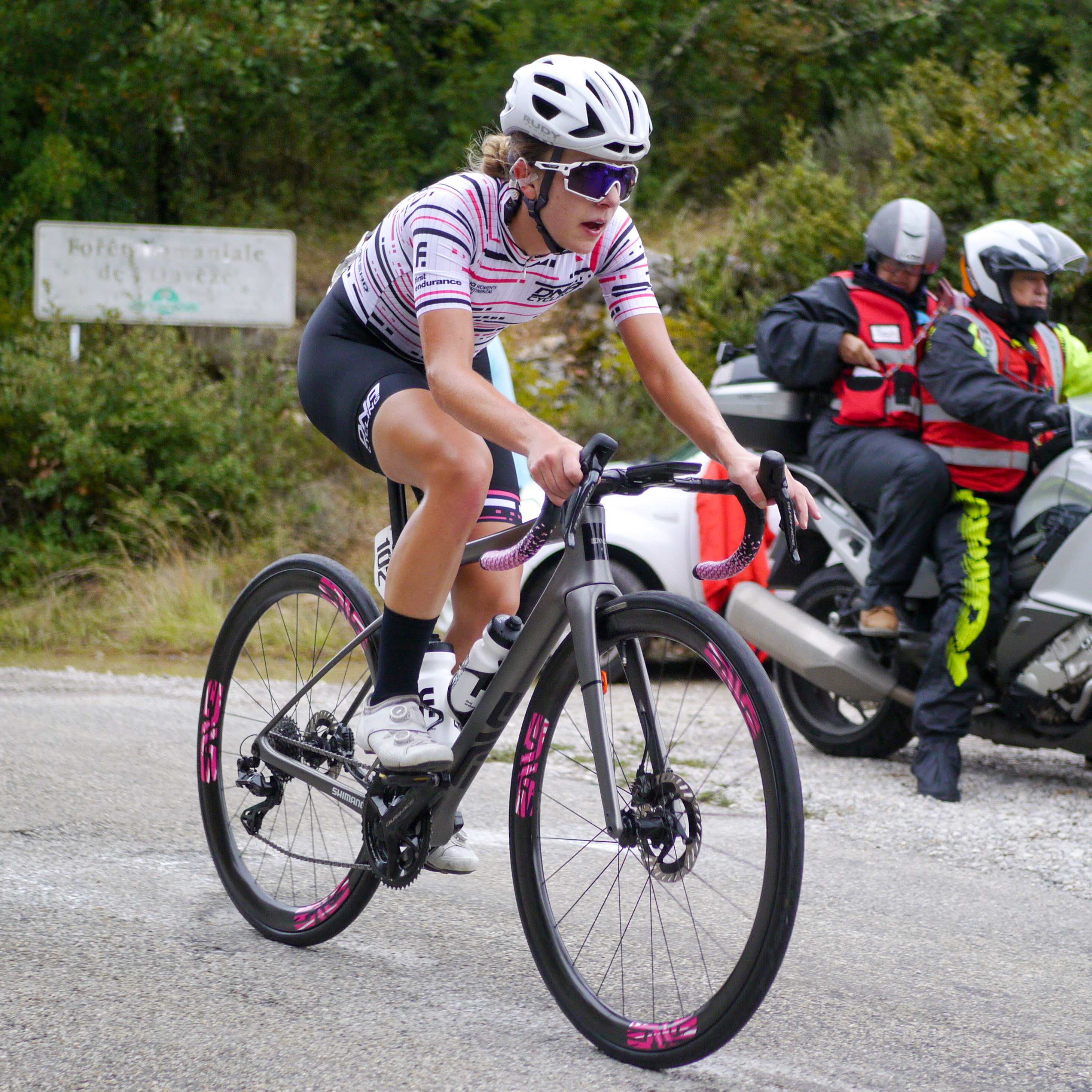
Gontova tijdens de Ronde van de Ardèche in 2024.

Nadia Gontova (Richmond, 7 augustus 2000) is een Canadees wielrenster.

## Carrière
In april 2023 won Gontova de tweede etappe in de Redlands Bicycle Classic. Later die maand werd ze vijfde in het eindklassement van de Ronde van de Gila, waarmee ze wel de beste jongere was. In juli won ze een etappe in de Ronde van Colombia. Een jaar later keerde ze terug in de Redlands Bicycle Classic. In de vijfdaagse etappekoers won ze wederom een etappe en wist ze ditmaal ook het algemeen klassement op haar naam de te schrijven. In de Ronde van de Gila werd ze, achter Lauren Stephens, tweede.
In 2025 maakte Gontova de overstap naar ProTeam Winspace Orange Seal. Haar debuut voor die ploeg maakte ze eind januari op Mallorca, waar ze deelnam aan twee manches van de Challenge Mallorca. In april van dat jaar maakte ze haar debuut in de World Tour toen ze aan de start stond van de Amstel Gold Race. In juni werd ze, achter Valentina Cavallar en Lotte Claes, derde in de Alpes Grésivaudan Classic. Later die week stond ze aan de start van de Ronde van de Pyreneeën. In de tweede etappe, met aankomst op de Col du Soulor, finishte ze achter Usoa Ostolaza als tweede. In de slotetappe kon ze de Spaanse klassementsleider niet meer bedreigen, waardoor ze ook in het eindklassement tweede werd. Tijdens de Canadese kampioenschappen werd ze derde in de tijdrit en zesde in de door Alison Jackson gewonnen wegwedstrijd. Een maand later stond ze voor het eerst aan de start van de Ronde van Frankrijk, waar ze na negen etappes op plek 23 in het algemeen klassement eindigde.

## Overwinningen
2023
2e etappe Redlands Bicycle Classic
Jongerenklassement Ronde van de Gila
4e etappe Ronde van Colombia
2024
2e etappe Redlands Bicycle Classic
Eindklassement Redlands Bicycle Classic
Jongerenklassement Ronde van de Gila

## Resultaten in voornaamste wedstrijden
| Jaar | Ronde van Italië | Ronde van Frankrijk | Ronde van Spanje |
| ---- | ---------------- | ------------------- | ---------------- |
| 2025 |                  | 23e                 |                  |

| Jaar | Luik-Bast.‑Luik |
| ---- | --------------- |
| 2025 | 80e             |

## Ploegen
- 2023 –  ROXO Racing (vanaf 16 april)
- 2024 –  DNA Pro Cycling
- 2025 –  Winspace Orange Seal